# Roggen-Segge
Die Roggen-Segge (Carex secalina) ist eine Pflanzenart aus der Gattung Seggen (Carex) innerhalb der Familie der Sauergrasgewächse (Cyperaceae). Sie ist in Europa und Westasien verbreitet.

## Beschreibung

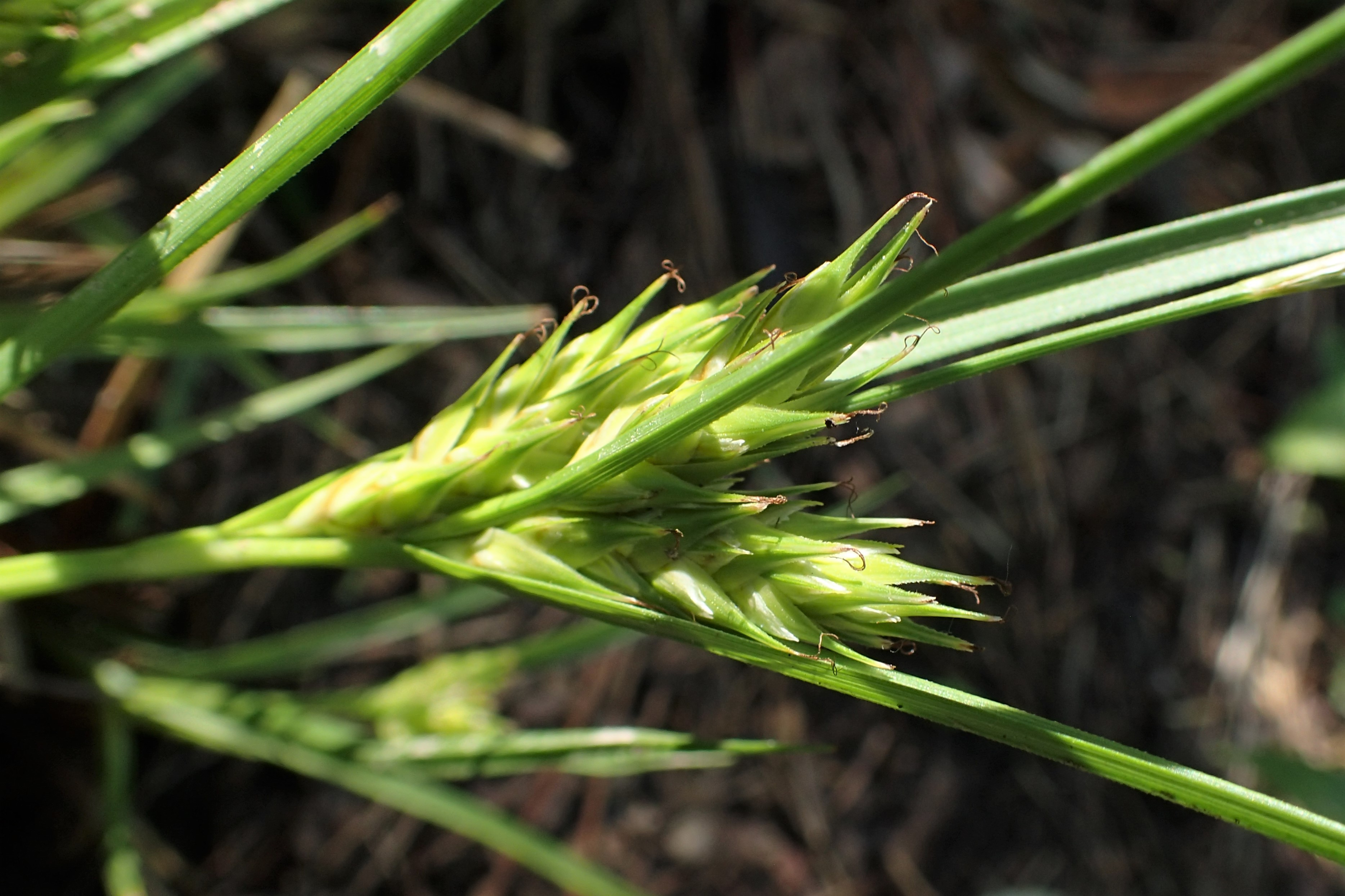
Weibliche Ährchen

### Vegetative Merkmale
Die Roggen-Segge ist eine ausdauernde krautige Pflanze und erreicht Wuchshöhen von 10 bis 30, selten bis zu 40 Zentimetern. Sie wächst rasig. Die Stängel sind dreikantig, schlank und steigen bogig auf. Die Laubblätter sind 2 bis 4, selten bis zu bis 5 Millimeter breit, graugrün und am Rand rau; sie sind ein wenig länger als der Stängel. Die grundständigen Blattscheiden sind hell-braun bis rot-braun.

### Generative Merkmale
Die Blütezeit reicht von Mai bis Juni. Die Roggen-Segge gehört zu den Verschiedenährigen Seggen. Der manchmal verzweigte Blütenstand enthält zwei bis fünf seitliche weibliche Ährchen und ein bis drei männliche Ährchen. Die männlichen Ährchen stehen am oberen Ende des Stängels; sie sind linealisch bis keulenförmig und das untere Ährchen ist oft klein. Die entfernt voneinander stehenden weiblichen Ährchen sind sitzend oder gestielt, bei einer Länge von bis zu 3 Zentimetern sowie einem Durchmesser von 6 bis 7 Millimetern schlank-zylindrisch und lockerblütig. Die Hüllblätter haben eine lange Scheide und überragen den Stängel kaum. Die Spelzen der weiblichen Blüten sind breit eiförmig, spitz, viel kürzer als die Schläuche; sie sind bleich bräunlich mit gelb-braunen Mittelstreifen und weißhäutigen Rändern. Die Spelzen der männlichen Blüten sind hell bräunlich und weiß hautrandig. Die meist unregelmäßig angeordneten und nicht in deutlichen Reihen stehenden Schläuche sind bei einer Länge von 4 bis 7 Millimetern ellipsoid, plankonvex (innen flach, außen stark gewölbt), längsnervig und nach oben allmählich in den langen zweizähnigen, an den Rändern geflügelten und fein rauen Schnabel verschmälert. Der Griffel trägt drei Narben.
Die bei Reife schwarz-braune Frucht ist bei einer Länge von kaum 3 Millimetern verkehrt-eiförmig und stumpf dreikantig mit kurzem Griffelrest.

## Vorkommen
Die Roggen-Segge ist ein meridional-montanes bis subtemperates, kontinentales Florenelement. Die Roggen-Segge kommt von Mitteleuropa bis Zentralasien vor. In Europa gibt es Fundorte in Deutschland, Polen, Tschechien, Österreich, der Slowakei, Ungarn, Serbien, Rumänien, Moldau, der Ukraine und Russland. Sie erreicht in Deutschland bei Erfurt und Eisleben, in Tschechien (im Elbetal) sowie in Niederösterreich die Westgrenze ihres Verbreitungsgebiets, dessen Schwerpunkt zwischen dem Schwarzen Meer und dem Kaspischen Meer liegt. In Mitteleuropa kommt sie nur in Niederösterreich, im Burgenland, in Deutschland und in Tschechien vor. Sie ist in Deutschland sehr selten und kommt nur noch im westlichen Sachsen-Anhalt vor. In Thüringen ist sie ausgestorben.
Die Roggen-Segge gedeiht am besten auf kochsalzhaltigen, sickernassen, nährstoffreichen, humosen, schlammigen oder lehmigen Böden. Sie ist eine Zeigerpflanze für verdichtete Salzböden. Sie kommt in sommerwarmen und sommertrockenen Gebieten vor. Sie wächst in feuchten Wiesen und auf Trittstellen in feuchten Salzwiesen.

## Systematik
Die Erstbeschreibung von Carex secalina erfolgte 1803 durch Göran Wahlenberg in Kongl. Vetenskaps Academiens Nya Handlingar, Band 24, Seite 151. Das Artepitheton secalina bedeutet „roggenähnlich“.
Je nach Autor gibt es etwa zwei Varietäten:
- Carex secalina var. alpina Kük. & Bornm.: Sie kommt nur im Iran vor.[3]
- Carex secalina Wahlenb. var. secalina: Sie kommt von Mitteleuropa bis Zentralasien vor.[3]

## Weiterführende Literatur
- Pavol Eliáš jun., Vít Grulich, Daniel Dítě, Dušan Senko: Distribution and ecology of Carex secalina in the Czech Republic and Slovakia. In: Acta Societatis Botanicorum Poloniae. Band 81, Nr. 2, 2012, S. 87–92, doi:10.5586/asbp.2012.011.
- Marlena Lembicz, Agnieszka Bogdanowicz, Julian Chmiel, Waldemar Żukowski: Carex secalina (Cyperaceae), a critically endangered species of Europe: historic and new localities in Poland. In: Acta Societatis Botanicorum Poloniae. Band 78, Nr. 4, 2009, S. 311–320, doi:10.5586/asbp.2009.041.
- David A. Werier, Robert F. C. Naczi: Carex secalina (Cyperaceae), an Introduced Sedge New to North America. In: Rhodora. Band 114, Nr. 960, 2012, S. 349–365, doi:10.3119/12-06.
- Waldemar Żukowski, Marlena Lembicz, Paweł Olejniczak, Agnieszka Bogdanowicz, Julian Chmiel: Carex secalina (Cyperaceae), a species critically endangered in Europe: from propagule germination to propagule production. In: Acta Societatis Botanicorum Poloniae. Band 74, Nr. 2, 2005, S. 141–147, doi:10.5586/asbp.2005.019.